# Rollo Ártico
Un rollo Ártico (en inglés Arctic roll) es un postre británico hecho de helado de vanilla envuelto en una capa fina de bizcochuelo para formar un rollo, con una capa de salsa de frambuesa saborizada entre el bizcochuelo y el helado. El postre fue inventado en la década de 1950 por el checo Ernest Velden, que emigró a Inglaterra en 1939. Puso en marcha una fábrica en Eastbourne que producía rollos Árticos en 1958, y el postre se hizo popular rápidamente. 
Las ventas cayeron en la década de 1990 y finalmente el fabricante del rollo Ártico, Birds Eye, dejó de producir el postre. La crisis económica del 2008 vio la reaparición del rollo Ártico mientras los consumidores buscaban alimentos de bajo costo. Más allá del relanzamiento del producto y la subida en ventas motivada, en parte, por la nostalgia, las ventas volvieron a caer unos años después.

## Sabores
El rollo Ártico original tiene helado de vainilla y mermelada de frambuesa; Birds Eye también produce una variante con helado de chocolate.